# Toppilansaari
Toppilansaari med  Mustasaari är en ö i Finland. Den ligger i Bottenviken och i kommunen Uleåborg i den ekonomiska regionen  Uleåborgs ekonomiska region i landskapet Norra Österbotten, i den norra delen av landet. Ön ligger i Uleåborg och omkring 540 kilometer norr om Helsingfors. Ön utgör den västra delen av staden
Öns area är 1,82 kvadratkilometer och dess största längd är 2,4 kilometer i sydöst-nordvästlig riktning.